# 天瀬まゆ
天瀬 まゆ（あませ まゆ、1979年5月26日 - ）は、日本の声優・ナレーター・歌手。岡山県倉敷市出身。DOA ザ・フレッシュ（シグマ・セブンにマネジメント委託）を経てフリー。

## 人物
映画館で観ていた『魔女の宅急便』のパンフレットに掲載されていた声の出演のページに釘付けになり職業としての声優を知った。
ゲームの『北へ。〜Diamond Dust〜』の北野スオミ役で知られる。そのテレビアニメ版では、日本語がちぐはぐな外国人少女を演じた。
ケーブルテレビ系の番組ナレーターとして活動するかたわら、伊藤龍太とのユニットnote'n notes（ノートンノーツ）のボーカルとして、CD「HappyMaker／頑晴れ」を発表するほか、ライブなど音楽活動を行う。

## 略歴
- 1979年5月26日2時5分　岡山県倉敷市にて誕生。小学校・中学校・高校（私立就実高等学校）卒業まで倉敷市在住。
- 1998年春、上京。専門学校東京メディアアカデミー（声優ヴォーカル科）に入学。2期生。
- 2000年春、専門学校を卒業後、シグマセブン後援の養成所Doa the 声優塾に7期生として入塾。「本科」「専科」を経て、「ザ・フレッシュ」に。
- 2002年8月より、千葉県浦安市にあるコミュニティー放送局FMうらやすにボランティアスタッフとして参加。自らがパーソナリティを務める番組『HappyMaker』がスタート。
- 2002年11月1日、『北へ。〜Diamond Dust〜』制作発表会。北野スオミ役で参加。
- 2003年9月28日、東京ゲームショー2003　メインステージ&ハドソンステージに出演。
- 2003年11月13日、PS2『北へ。〜Diamond Dust〜』発売。
- 2004年1月、『北へ。〜Diamond Dust Drops〜 』AT-X他で放送。
- 2004年10月28日『北へ。Diamond Dust + Kiss is Beginning.』発売。
- 2005年6月、結婚。[5]
- 2006年夏、ぷろだくしょんバオバブ　BAOマスコミ講座2年目クラスに途中参加。
- 2007年1月、FM写楽『ことだま主義(イズム)』パーソナリティ。
- 2007年6月、離婚
- 2007年11月、BAOマスコミ講座を辞退。
- 2008年1〜5月、ブライダル司会養成講座を受講。オーディションにてエンジェルジップのプロ司会者として採用される。
- 2009年1月24日、浅草橋 Pizzeria Buono Buonoでライブ。
- 2009年2月24日、伊藤龍太との音楽ユニット、note'n notesを結成.
- 2009年5月26日、FMうらやす『HappyMaker』が事実上終了。[6]
- 2009年8月10日、インターネットラジオ局「ちょあへよ.com」の配信で『HappyMaker』を再開する。

## 出演

### ナレーション
- J:COM
  - 「ぐるっと!浦安」
  - 「ちば店覧ガイド」
  - 「東葛調査隊!」
  - 「タウンウォッチング」

### テレビアニメ
- 犬夜叉（子供達）
- 北へ。〜Diamond Dust Drops〜（北野スオミ）

### ゲーム
- 北へ。〜Diamond Dust〜（北野スオミ）
- 北へ。〜Diamond Dust + Kiss is Beginning.〜（北野スオミ）

### ラジオ
- Happy Maker（FMうらやす）
2009年5月26日放送分にて諸般の事情で無期休止となる。
- Happy Maker（ちょあへよ.com）
2009年8月10日、webラジオにて放送再開。http://www.choaheyo.com/

### 音楽CD
- 北へ。〜Diamond Dust〜 Memorial Songs（ファイブスピリッツ、Four Seasons、渡辺明乃、天瀬まゆ、高橋裕子ほか）
- 北へ。〜Diamond Dust〜 オリジナルサウンドトラック（能登麻美子、天瀬まゆ、高橋裕子、Four Seasons、石原絵理子、渡辺明乃）
- キミからのおくりもの（自主製作：2007年10月）
- pomurus（自主製作：2008年10月）
- HappyMaker／頑晴れ（自主製作：note'n notes名義）

### ドラマCD
- 俺の下であがけ ドラマCDシリーズ
  - ドラマCD俺の下であがけ TARGET1 樋口・清水（女性客、事務員）
  - ドラマCD俺の下であがけ Sound&D（女性客、事務員）

### その他
- CM「ワコール デューブルベ」（ナレーション）
- PV「相鉄ジョイナス」（ナレーション）
- テレビ朝日「爆笑問題のオー・マイ・ガー2」（声の出演）

## 備考
1. 1 2 3 4 5 6 7  “＊自己紹介＊”. 星のかけらをさがしに行こう. 2019年9月3日閲覧。
2. 1 2  “＊Information＊”. 星のかけらをさがしに行こう. 2019年9月3日閲覧。
3. ↑  ama_mayuの2021年9月3日のツイート、2024年12月26日閲覧。
4. ↑  note'n notes:2009年結成、休止期間を経て2014年再度活動開始。
5. ↑  結婚相手はバイト先で知り合った1歳年上の折り紙講師（本人ブログ記事）
6. ↑  FMうらやす『HappyMaker』の終了理由は明らかにされていない。